# Pierre Lagaillarde

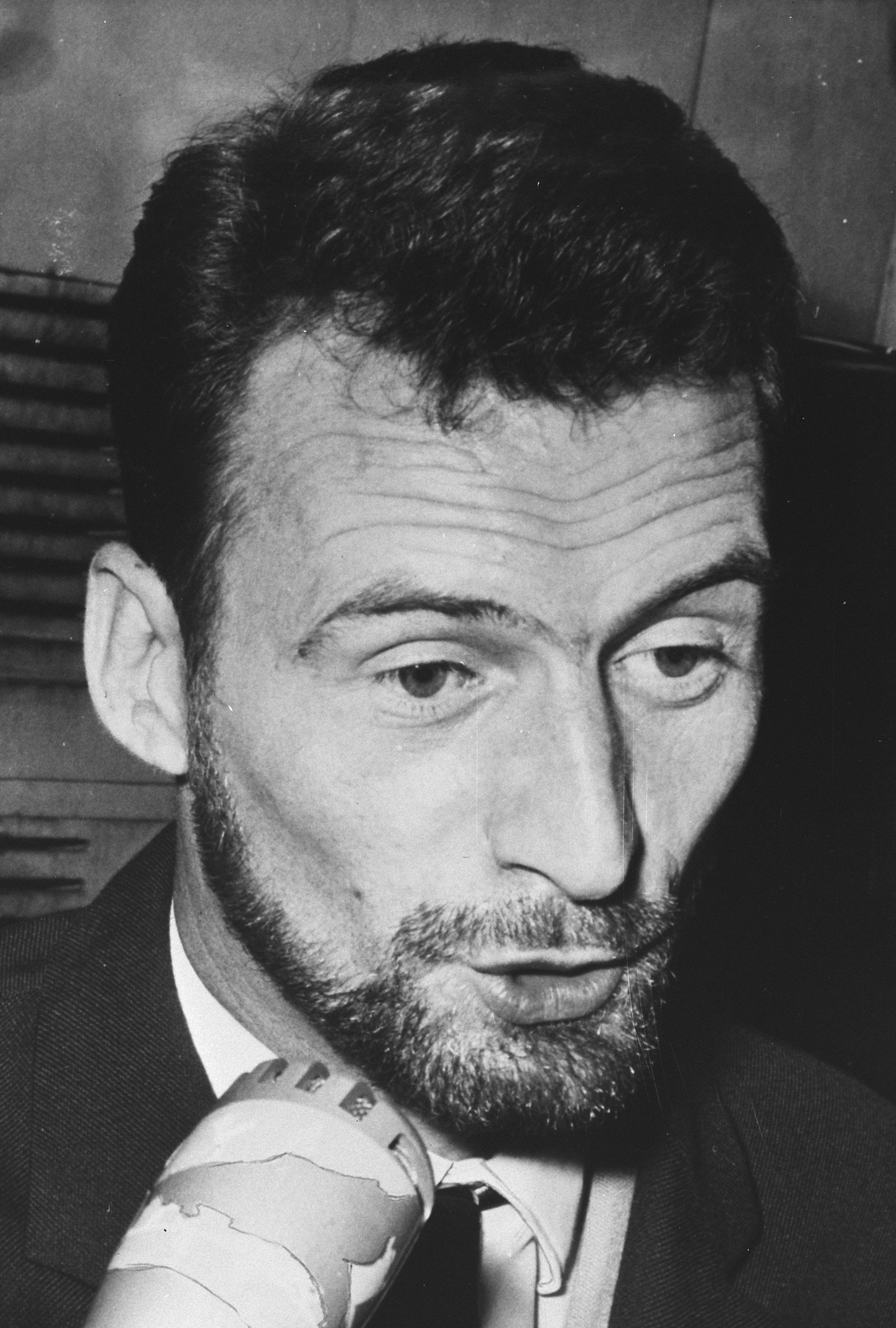
Pierre Lagaillarde (1961)

Pierre Lagaillarde (* 15. Mai 1931 in Courbevoie, Département Hauts-de-Seine; † 17. August 2014 in Auch, Département Gers) war ein französischer Anwalt, parteiloser Abgeordneter der französischen Nationalversammlung für das damalige Département Algerien, nationalistischer Aktivist gegen die Unabhängigkeit Algeriens und Befürworter des Status quo des Départments Algerien während des Algerienkriegs (1954–1962). Er war Mitbegründer der Organisation de l’armée secrète (OAS).

## Biografie
Lagaillarde war Anwalt in Blida, Algerien und wie sein Vater Offizier der Reserve der Fallschirmjäger. Er absolvierte 1957 seinen Militärdienst als Offizier.
1957 übernahm er den Vorsitz des „Allgemeinen Studentenbundes von Algier“ (Association générale des étudiants d’Alger). Am 30. November 1958 wurde er zum Parlamentsabgeordneten eines Wahlkreises der Stadt Algier gewählt. Zusammen mit Jean-Jacques Susini und Joseph Ortiz wurde er mitverantwortlich für die Aufstände in Algier von 1958 gemacht, und für die Semaine des barricades à Alger („Woche der Barrikaden in Algier“) vom Januar 1960.
1960 wurde er verhaftet und verbrachte neun Monate im Gefängnis La Santé in Paris. Er wurde vorübergehend entlassen und floh mit vier weiteren Angeklagten (Jean-Jacques Susini, Jean-Maurice Demarquet, Marcel Ronda und Fernand Féral Lefevre) nach Spanien. Wegen Nichterscheinens vor Gericht in Paris wurde er in Abwesenheit im März 1961 zu zehn Jahren Haft verurteilt, wegen Rebellion gegen den Staat. Am 20. Januar 1961 gründete er in Madrid, zusammen mit Jean-Jacques Susini und General Raoul Salan, die OAS.
In Spanien wurden Lagaillarde, Joseph Ortiz, sowie die Obersten Argoud und Charles Lacheroy, am 7. Oktober 1961 gefangen genommen und auf Weisung von Diktator Francisco Franco, als Gefallen für Charles de Gaulle, gemeinsam mit dem italienischen Rechtsterroristen Guido Giannettini auf die Kanarischen Inseln ins Exil verbracht. Am 18. Juli 1961 erkannte ihm die französische Nationalversammlung alle Privilegien eines Mitgliedes ab. Nach der Exekution Jean Bastien-Thirys am 11. März 1963 war die OAS de facto am Ende. Lagaillarde profitierte später von der Amnestie, die 1968 von Charles de Gaulle erlassen wurde.
2005 sollte Lagaillarde für den Film L’OAS von Ali Fateh Ayadi interviewt werden, verweigerte jedoch ein Interview.